# Ольштин (Сілезьке воєводство)
Ольштин (пол. Olsztyn) — місто в Польщі, у гміні Ольштин Ченстоховського повіту Сілезького воєводства.
Населення — 2540 осіб (2011).
Мало статус міста у 1488-1870 роках. 1 січня 2022 року відновлено статус міста.

## Демографія
Демографічна структура станом на 31 березня 2011 року:
|          | Загалом | Допрацездатний вік | Працездатний вік | Постпрацездатний вік |
| -------- | ------- | ------------------ | ---------------- | -------------------- |
| Чоловіки | 1248    | 258                | 850              | 140                  |
| Жінки    | 1292    | 214                | 802              | 276                  |
| Разом    | 2540    | 472                | 1652             | 416                  |